# Charbon en Europe

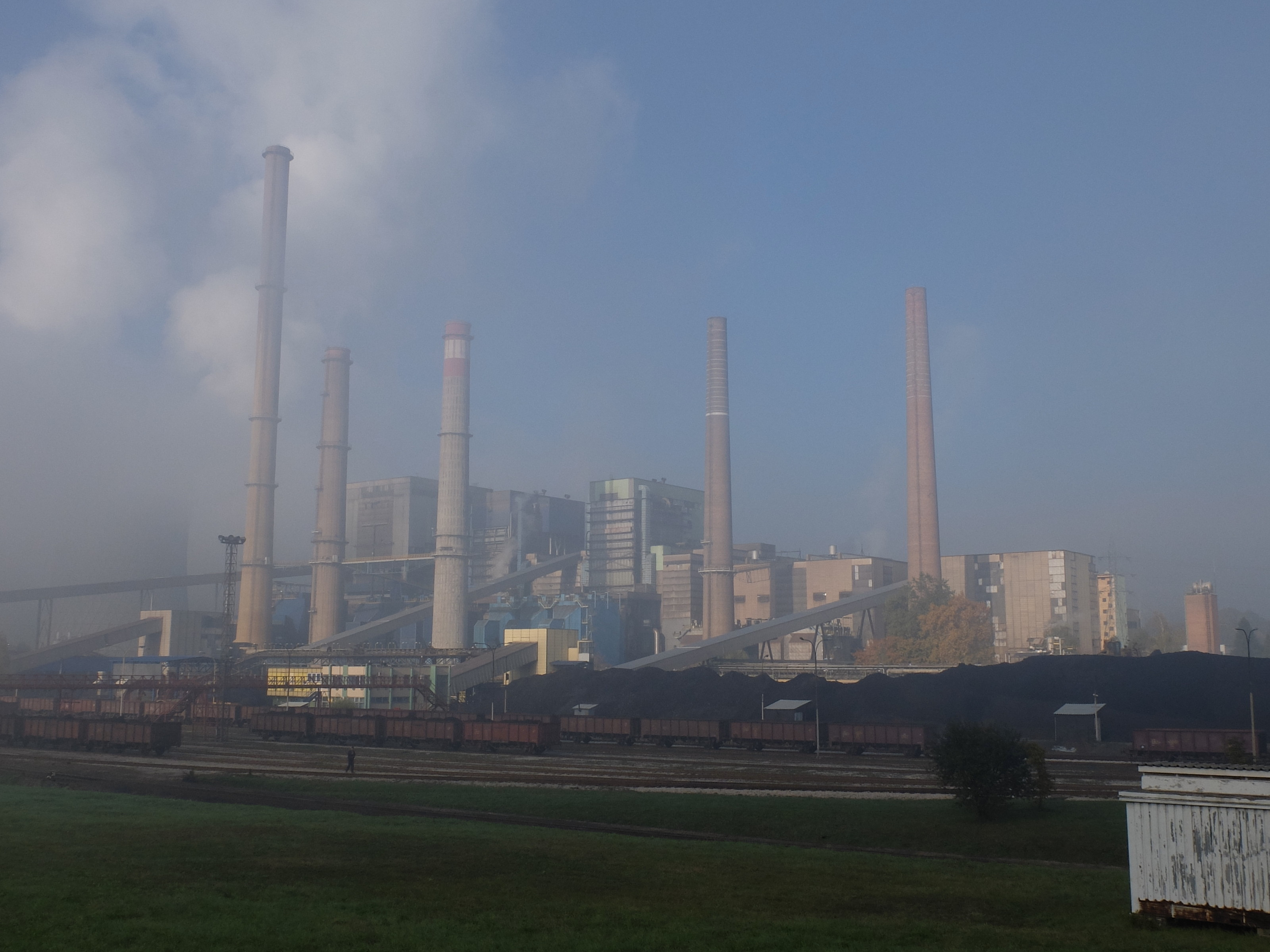
La centrale thermique de Tuzla en Bosnie-Herzégovine qui provoque la controverse

Le charbon est en Europe un des principaux combustibles consommés, sous forme d'anthracite, de houille et de lignite, autant de variétés de charbon.
La production de charbon en Europe est en baisse et les importations dépassent la production. Il existe cependant une controverse croissante en Europe sur l'utilisation du charbon, car beaucoup le dénoncent pour des raisons telles que les risques pour la santé et les liens avec le réchauffement climatique.

## Approvisionnements
L'Agence internationale de l'énergie communique des données pour les pays de l'UE28 depuis 1990. Selon l'AIE, l'utilisation du charbon comme combustible dans les pays de l'UE28 est passée de 5 289 TWh en 1990 à 3 057 TWh en 2015, soit une réduction de 42 %. Au cours de la même période, la consommation de charbon dans le monde a augmenté de 73 %,.
Utilisation du charbon dans l'UE28 :
| Année | Consommation (en TWh par an) |
| ----- | ---------------------------- |
| 1990  | 5 289                        |
| 1995  | 4 246                        |
| 2000  | 3 735                        |
| 2005  | 3 702                        |
| 2010  | 3 293                        |
| 2015  | 3 057                        |

### Types de charbon
Le charbon comprend l'anthracite, la houille, le lignite et la tourbe. Le charbon des champs diffère par sa teneur en cendres et en humidité, sa valeur énergétique, ses éléments volatils, sa teneur en soufre et d'autres propriétés. L'anthracite et la houille ont une valeur relativement élevée par rapport au lignite et à la tourbe, qui ont une concentration énergétique plus faible et une teneur en humidité plus élevée. Le charbon est souvent utilisé dans la sidérurgie ou pour produire de l'énergie.

## Fabrication et importation
La Russie (365 Mt), l'Allemagne (176 Mt) et la Pologne (131 Mt) sont les plus grands producteurs de charbon en Europe en 2016. Le plus grand importateur net était l'Allemagne avec 53 Mt, et le plus grand exportateur net était la Russie avec 147 Mt. La plus grande production d'électricité à partir du charbon en 2016 était en Allemagne (284 TWh), en Russie (159 TWh) et en Pologne (133 TWh).

## Électricité
En 2020, le groupe de réflexion Carbon Tracker estimait que plus de 80 % des centrales au charbon étaient déjà plus chères que les nouvelles énergies renouvelables et qu'elles le seraient toutes d'ici 2025.

## Opposition

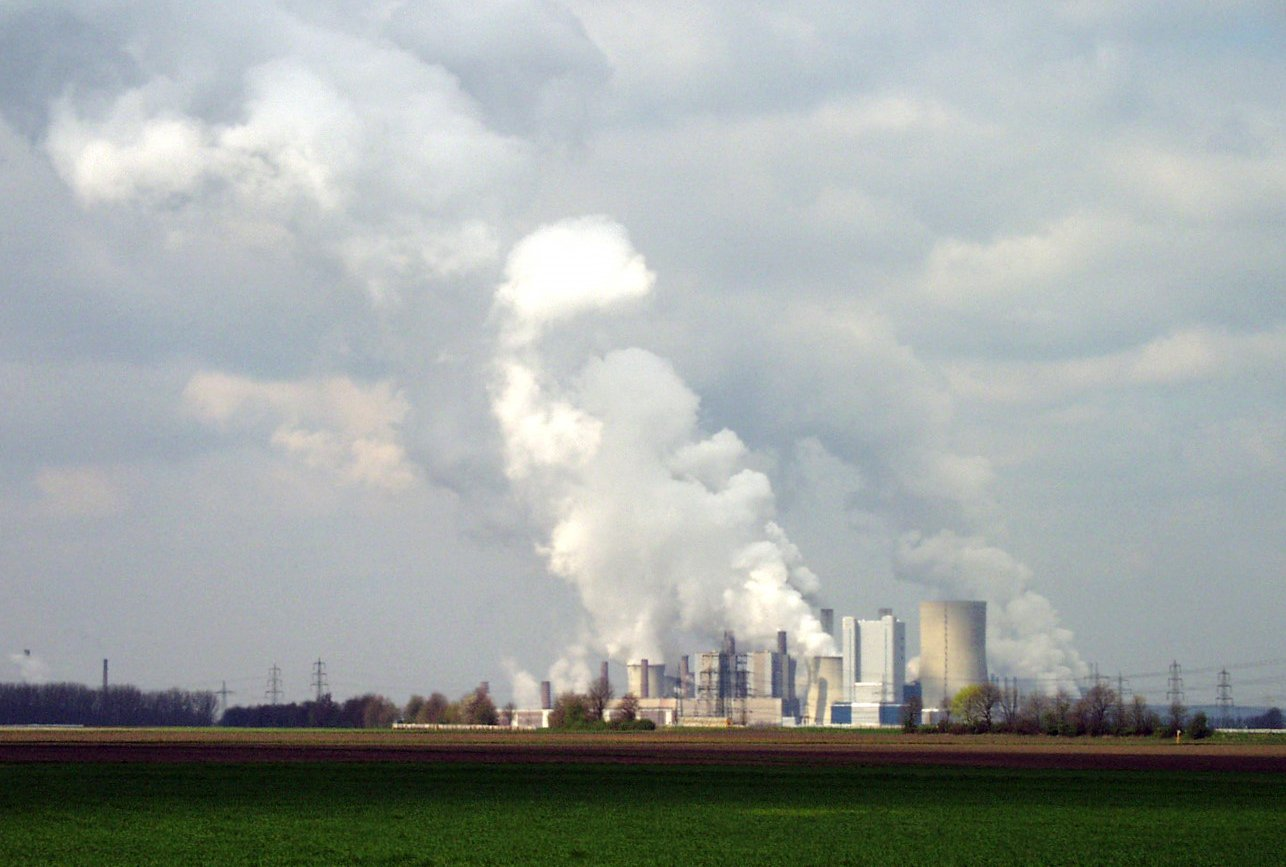
Le WWF a classé la centrale électrique au lignite de Niederaußem par RWE à Cologne comme la centrale électrique la plus polluante d'Allemagne en 2007 avec des émissions relatives de 1200 g /kWh

Le charbon, en tant que plus grand contributeur artificiel aux émissions de dioxyde de carbone, a été attaqué également pour ses effets néfastes sur la santé. La combustion du charbon a été liée aux pluies acides, à la pollution par le smog, aux maladies respiratoires, aux accidents miniers, à la baisse des rendements agricoles et au changement climatique. Les partisans du charbon minimisent ces affirmations et préconisent plutôt le faible coût d'utilisation du charbon pour l'énergie.
Les technologies qui utilisent du charbon ont progressé au fil des ans et les émissions de suie libérés lors de la combustion du charbon ont été considérablement réduites. Les nouvelles technologies visant à limiter la pollution provoquée par la combustion du charbon, faisant le plus souvent référence au captage et au stockage du carbone, est une technologie nouvelle et encore en développement qui cherche à capter le dioxyde de carbone des centrales électriques et à l'empêcher de pénétrer dans l'atmosphère en le stockant. Les partisans de cette approche soutiennent qu'elle peut éliminer efficacement les contributions du charbon au changement climatique, tandis que les opposants doutent que cela puisse être fait à grande échelle.
L'institut de recherche néerlandais CE Delft estime que les « coûts externes » mondiaux, ou coûts cachés, du charbon en 2007 étaient de 360 milliards d'euros, sans compter les coûts des accidents, des dommages miniers et de toute perte de patrimoine culturel ou de violation des droits de l'homme qui se produisent comme résultat de la production de charbon. Selon l'AIE, les émissions liées au charbon entre 1971 et 2008 étaient de 303,262 Gt dans le monde, 58,210 Gt (19,2 %) dans les pays européens membres de l'OCDE et 5,086 Gt (1,7 %) dans l'Europe non membre de l'OCDE. L'Europe ici exclut la Russie européenne et tous les États ex-soviétiques. Les coûts externes estimés des émissions de carbone du charbon en 2007 étaient de 69 milliards d'euros dans l'Europe de l'OCDE et de 6 milliards d'euros dans l'Europe non-OCDE.
Le 20 juin 2022, le ministre néerlandais du climat et de l'énergie, Rob Jetten, annonce que les Pays-Bas supprimeront toutes les restrictions à l'exploitation des centrales électriques au charbon jusqu'en 2024 au moins, en réponse au refus de la Russie d'exporter du gaz naturel vers le pays. Les opérations étaient auparavant limitées à moins d'un tiers de la production totale.
L'industrie charbonnière comporte également des risques professionnels. Dans la république des Komis, en Russie, au centre de l'industrie minière, les maladies professionnelles sont cinq fois plus répandues que dans le reste de la fédération de Russie. Des accidents sont également connus pour se produire dans les mines de charbon, causés par la libération de méthane provenant de l'exploitation minière.

## Les accidents
- Accident minier de Gleision Colliery (en) - Royaume-Uni (septembre 2011)
- Catastrophe minière de la mine de charbon de Suhodolskaya-Vostochnaya (en) - Ukraine (juillet 2011)
- Catastrophe minière de Zonguldak (en) - Turquie (mai 2010)
- Explosion de la mine Raspadskaya (en) - Russie (mai 2010)
- Explosion de la mine Wujek-Śląsk (en) - Pologne (septembre 2009)
- Explosion de la mine Handlová (en) - Slovaquie (août 2009)
- Catastrophe de la mine Petrila (en) - Roumanie (novembre 2008)
- Effondrement d'une mine de charbon en Ukraine (en) - Ukraine (juin 2008)
- Catastrophe de la mine de Zasyadko (en) - Ukraine (novembre 2007)
- Catastrophe minière de la mine de Yubileynaya (en) - Russie (mai 2007)
- Catastrophe de la mine Ulyanovskaya (en) - Russie (mars 2007)
- Catastrophe minière de Luisenthal - Allemagne (février 1962)
- Catastrophe du Bois du Cazier - Belgique (août 1956)
- Catastrophe de Courrières - France (mars 1906)

## Risques

### Risques climatiques
Les émissions annuelles de carbone du charbon (moyenne 2005-2008) étaient les plus élevées par habitant en Europe en République tchèque 7,4, au Kazakhstan 6,9, en Pologne 5,5, en Finlande 4,8, en Serbie 4,5 et en Allemagne 4,1.
Les 280 centrales à charbon que comptait l'Europe en 2016 représentaient 18 % des émissions de gaz à effet de serre du contient.
| Émissions annuelles de CO2 par le charbon en Europe (Mt) (AIE) | Émissions annuelles de CO2 par le charbon en Europe (Mt) (AIE) | Émissions annuelles de CO2 par le charbon en Europe (Mt) (AIE) | Émissions annuelles de CO2 par le charbon en Europe (Mt) (AIE) | Émissions annuelles de CO2 par le charbon en Europe (Mt) (AIE) | Émissions annuelles de CO2 par le charbon en Europe (Mt) (AIE) | Émissions annuelles de CO2 par le charbon en Europe (Mt) (AIE) | Émissions annuelles de CO2 par le charbon en Europe (Mt) (AIE) | Émissions annuelles de CO2 par le charbon en Europe (Mt) (AIE) | Émissions annuelles de CO2 par le charbon en Europe (Mt) (AIE) |
| |                                                                | Population                                                     | 1990                                                           | 2000                                                           | 2000-4                                                         | 2005-8= #                                                      | # / 2000                                                       | # / 1990                                                       | # / habitant                                                   |
| --- | -------------------------------------------------------------- | -------------------------------------------------------------- | -------------------------------------------------------------- | -------------------------------------------------------------- | -------------------------------------------------------------- | -------------------------------------------------------------- | -------------------------------------------------------------- | -------------------------------------------------------------- | -------------------------------------------------------------- |
| 1 | Russie                                                         | 141.8                                                          | 687                                                            | 441                                                            | 427                                                            | 421                                                            | 95%                                                            | 61%                                                            | 3.0                                                            |
| 2 | Allemagne                                                      | 82.1                                                           | 505                                                            | 337                                                            | 342                                                            | 337                                                            | 100%                                                           | 67%                                                            | 4.1                                                            |
| 3 | Pologne                                                        | 38.1                                                           | 287                                                            | 217                                                            | 211                                                            | 210                                                            | 97%                                                            | 73%                                                            | 5.5                                                            |
| 4 | Ukraine                                                        | 46.3                                                           | 283                                                            | 116                                                            | 127                                                            | 139                                                            | 120%                                                           | 49%                                                            | 3.0                                                            |
| 5 | Royaume-Uni                                                    | 61.4                                                           | 238                                                            | 138                                                            | 144                                                            | 147                                                            | 106%                                                           | 62%                                                            | 2.4                                                            |
| 6 | Turquie                                                        | 71.1                                                           | 58                                                             | 89                                                             | 80                                                             | 105                                                            | 118%                                                           | 181%                                                           | 1.5                                                            |
| 7 | Kazakhstan                                                     | 15.7                                                           | 153                                                            | 80                                                             | 90                                                             | 108                                                            | 135%                                                           | 71%                                                            | 6.9                                                            |
| 8 | Tchéquie                                                       | 10.4                                                           | 121                                                            | 84                                                             | 80                                                             | 77                                                             | 92%                                                            | 64%                                                            | 7.4                                                            |
| 9 | Italie                                                         | 59.9                                                           | 55                                                             | 43                                                             | 54                                                             | 63                                                             | 146%                                                           | 115%                                                           | 1.1                                                            |
| 10 | Espagne                                                        | 45.6                                                           | 74                                                             | 81                                                             | 79                                                             | 70                                                             | 86%                                                            | 95%                                                            | 1.5                                                            |
| 11 | France                                                         | 64.1                                                           | 74                                                             | 58                                                             | 50                                                             | 52                                                             | 90%                                                            | 70%                                                            | 0.8                                                            |
| 12 | Roumanie                                                       | 21.5                                                           | 50                                                             | 29                                                             | 32                                                             | 35                                                             | 123%                                                           | 71%                                                            | 1.6                                                            |
| 13 | Grèce                                                          | 11.2                                                           | 33                                                             | 37                                                             | 38                                                             | 36                                                             | 96%                                                            | 108%                                                           | 3.2                                                            |
| 14 | Serbie                                                         | 7.4                                                            | 41                                                             | 35                                                             | 37                                                             | 33                                                             | 94%                                                            | 79%                                                            | 4.5                                                            |
| 15 | Bulgarie                                                       | 7.6                                                            | 37                                                             | 25                                                             | 28                                                             | 29                                                             | 116%                                                           | 80%                                                            | 3.9                                                            |
| 16 | Pays-Bas                                                       | 16.4                                                           | 32                                                             | 29                                                             | 32                                                             | 30                                                             | 103%                                                           | 95%                                                            | 1.8                                                            |
| 17 | Finlande                                                       | 5.3                                                            | 21                                                             | 21                                                             | 29                                                             | 25                                                             | 122%                                                           | 121%                                                           | 4.8                                                            |
| 18 | Belgique                                                       | 10.7                                                           | 39                                                             | 29                                                             | 23                                                             | 18                                                             | 61%                                                            | 45%                                                            | 1.6                                                            |
| 19 | Danemark                                                       | 5.5                                                            | 24                                                             | 15                                                             | 18                                                             | 18                                                             | 114%                                                           | 74%                                                            | 3.2                                                            |
| 20 | Autriche                                                       | 8.3                                                            | 16                                                             | 14                                                             | 16                                                             | 16                                                             | 108%                                                           | 97%                                                            | 1.9                                                            |
| TOP 20 | TOP 20                                                         | 730.4                                                          | 2,827                                                          | 1,920                                                          | 1,935                                                          | 1,970                                                          | 103%                                                           | 70%                                                            |                                                                |
| Mt = million tonnes de CO2 # = 2005–2008 Les 20 premiers pays et l'ordre des numéros basé sur les émissions en 2008 2000–2004 et 2005–2008 = émission annuelle moyenne |                                                                |                                                                |                                                                |                                                                |                                                                |                                                                |                                                                |                                                                |                                                                |

### Risques sanitaires
Selon l'ONG Climate Action Network, le charbon causerait la mort prématurée de 22 900 personnes par an en Europe (366 000 dans le monde). La France, qui ne compte que 4 centrales à charbon est l'un des pays les plus touché d'Europe du fait de la pollution générée par les pays voisins, cette pollution tue 1 200 personnes par an en France.

## Sortie du charbon
Certains pays européens ont pris l'engagement de sortir du charbon pour la production électrique :
- la Belgique (sortie en 2016)[11]
- le Suède et l'Autriche (sortie en 2020)[11]
- le Portugal (sortie en 2021)[11]
- la France (prévoyait d'en sortir en 2022, sortie repoussée à 2024 voire 2026)[12]
- le Royaume-Uni (sortie prévue pour 2024)[13]
- l'Italie et la Hongrie (sortie prévue pour 2025)[14],[15]
- l'Allemagne (sortie prévue pour 2030)[16]
- la Roumanie (sortie prévue en 2032)[17]
- la Pologne (sortie prévue pour 2049)[18]

### Alternatives
- Énergie renouvelable
- Énergie nucléaire
- Hydrogène vert